# Sounds of the Season: The Enya Holiday Collection
A Sounds of the Season: The Enya Holiday Collection Enya ír zeneszerző és énekesnő karácsonyi középlemeze. Hat dalt tartalmaz, ebből négy (Adeste fideles; The Magic of the Night; We Wish You a Merry Christmas; Christmas Secrets) megjelent az Amarantine album karácsonyi különkiadásának bónuszlemezén, valamint Kanadában Christmas Secrets címen középlemezen is. A két másik dal az Amarantine albumon is szereplő Amid the Falling Snow, illetve a korábban már több Enya-kiadványra bónuszdalként felkerült Oíche chiúin.
Az albumot a NBC-vel közösen jelentették meg, és csak a Target üzletlánc, valamint az NBC New York-i Rockefeller Centerben található üzlete árulta.

## Dalok
Sounds of the Season
1. Adeste Fideles
2. The Magic of the Night
3. We Wish You a Merry Christmas
4. Christmas Secrets
5. Amid the Falling Snow
6. Oíche chiúin (Silent Night)

Amarantine Special Christmas Edition/Christmas Secrets
1. Adeste Fideles
2. The Magic of the Night
3. We Wish You a Merry Christmas
4. Christmas Secrets

Az Adeste fideles magyarul Ó, jöjjetek, hívek címen ismert, az Oíche chiúin a Csendes éj ír nyelvű változata, a We Wish You a Merry Christmas angol nyelvterületen közismert karácsonyi dal. A másik három dal Enya szerzeménye.